# 베로니카 게린

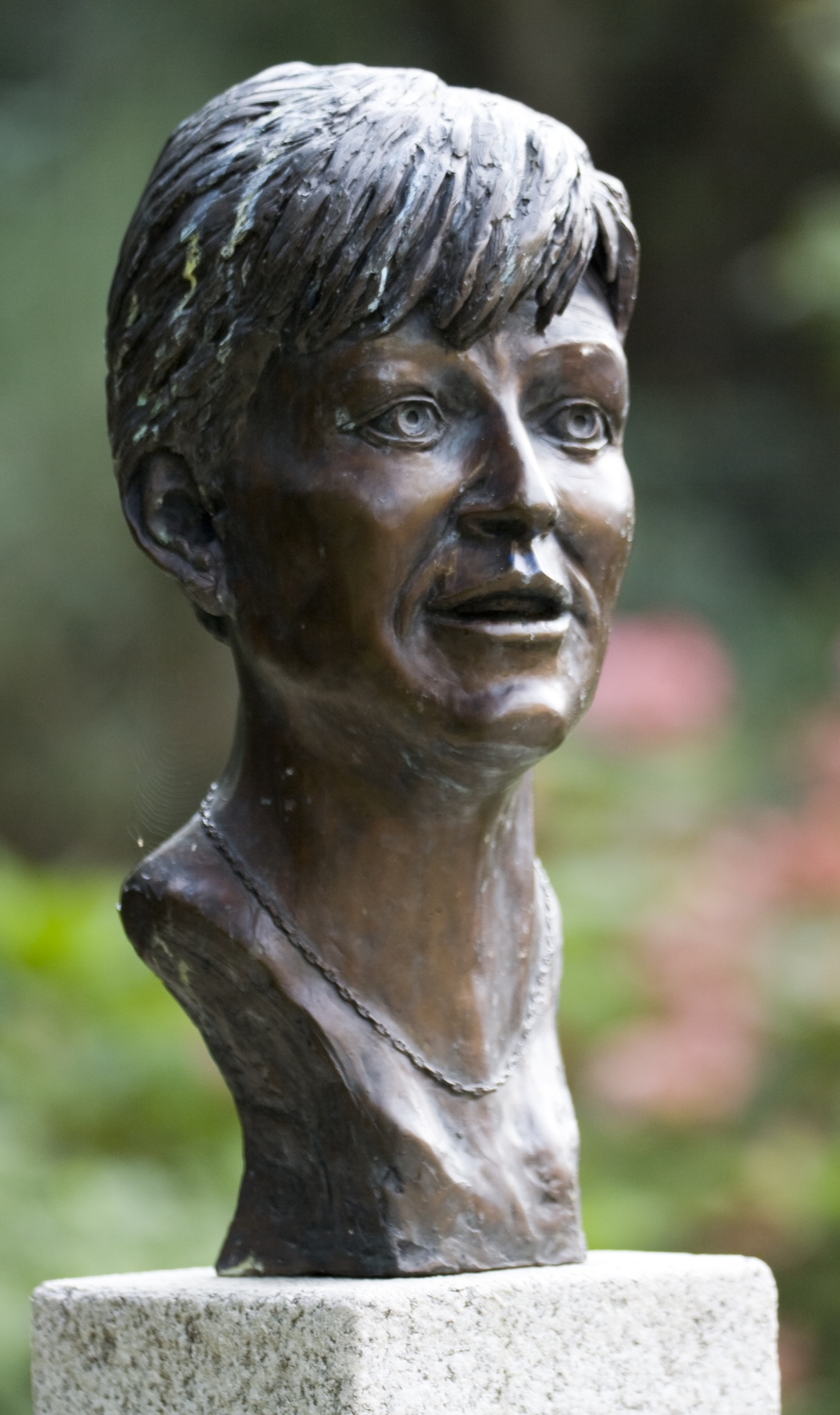

베로니카 게린(Veronica Guerin, 1958년 7월 5일 ~ 1996년 6월 26일)은 마약왕들에 의해 살해된, 아일랜드의 범죄를 알린 기자이다. 학교에 운동선수로 재학하였다가 나중에 아일랜드 축구, 농구팀에서 경기를 뛰었다. 회계를 공부한 뒤 7년 간 홍보 업무를 진행했고 그 뒤 피어너 팔에서 Seán Haughey의 선거 대리인으로 있었다. 1990년 기자가 되어 선데이 브즈니스 포스트와 선데이 트리뷴에 기사를 썼다. 1994년 선데이 인디펜던트에서 범죄에 관해 기사를 쓰기 시작했다. 1996년, 신호등에 멈춰서 있는 동안 치명적인 총상을 당했다. 이 총상은 아일랜드의 분노를 샀다. 그녀의 사망에 관한 조사 이후 수많은 체포와 유죄선고가 잇따랐다.